# توماس هسلر
توماس هسلر (بالألمانية: Thomas Häßler)، من مواليد 30 مايو 1966 في برلين في ألمانيا، لاعب كرة قدم ألماني سابق.
بدأ مسيرته الكروية مع نادي كولن الألماني في عام 1984، ولعب معهم حتى عام 1990، وشارك معهم في 149 مباراة وسجل 17 هدف، وفي موسم 1990/1991 انتقل إلى نادي يوفنتوس الإيطالي، ولعب معهم 32 مباراة وسجل هدف واحد، وفي عام 1991 انتقل إلى نادي روما الإيطالي، ولعب معهم حتى عام 1994، وشارك معهم في 88 مباراة وسجل 11 هدف، وفي عام 1994 انتقل إلى نادي كارلسروهر، ولعب معهم حتى عام 1998، وقد شارك معهم في 118 مباراة وسجل 28 هدف، وفي موسم 1998/1999 انتقل إلى نادي بروسيا دورتموند الألماني، ولعب معهم 18 مباراة وسجل هدفين، وفي عام 1999 انتقل إلى نادي ميونخ 1860، ولعب معهم حتى عام 2003، وقد شارك معهم في 115 مباراة وسجل 21 هدف، وفي موسم 2003/2004 لعب مع نادي سالزبورغ النمساوي، وشارك معهم في 19 مباراة وسجل هدف واحد.
وقد لعب مع منتخب ألمانيا لكرة القدم بين عامي 1988 و2000، وقد شارك معهم في 101 مباراة وسجل 11 هدف.

## مسيرته الكروية
لعب توماس هسلر خلال مسيرته الاحترافية مع 7 أندية في عشرون موسمًا وسجل خلالها 83 هدفًا ضمن 538 مباراة. ولم يفز بأي موسم بالكأس أو بالدوري.
خاض توماس هسلر مسيرته مع نادي كولن في موسم 1984–85 ليلعب معه ستة مواسم، مشاركًا في 149 مباراة سجل خلالها 18 هدفًا. ثم انتقل إلى نادي يوفنتوس في موسم 1990–91 لمدة موسم واحد، حيث شارك في 32 مباراة سجل خلالها هدفا وحيدًا. لينتقل بعدها إلى نادي روما في موسم 1991–92 واستمر معه طيلة ثلاثة مواسم، مشاركًا في 88 مباراة سجل خلالها 11 هدفًا. ثم انتقل إلى نادي كارلسروه في موسم 1994–95 ليلعب معه أربعة مواسم، مشاركًا في 118 مباراة سجل خلالها 28 هدفًا. هذا وانتقل لاحقًا إلى نادي بوروسيا دورتموند للفورميلا في موسم 1998–99 لمدة موسم واحد، مشاركًا في 18 مباراة سجل خلالها هدفين. ثم انتقل بعدها إلى نادي ميونخ 1860 في موسم 1999–00 ليلعب معه أربعة مواسم، مشاركًا في 115 مباراة سجل خلالها 22 هدفًا. ليعود وينتقل من جديد، لكن هذه المرة إلى نادي أوستريا سالزبورغ في موسم 2003–04 لمدة موسم واحد، مشاركًا في 18 مباراة سجل خلالها هدفا وحيدًا.

## روابط خارجية
- توماس هسلر على موقع الاتحاد الدولي (مؤرشف)  (الإنجليزية)
- توماس هسلر على موقع الاتحاد الأوربي (الإنجليزية)
- توماس هسلر على موقع قاعدة بيانات كرة القدم.إي يو (الإنجليزية)
- توماس هسلر على موقع بيانات كرة القدم. دي إي (الألمانية)
- توماس هسلر على موقع ناشيونال فوتبول تيمز (الإنجليزية)
- توماس هسلر على موقع عالم كرة القدم.نت (الإنجليزية)
- توماس هسلر على موقع أوليمبيديا (الإنجليزية)
- توماس هسلر على موقع IMDb (الإنجليزية)